# Enfant de la plantation

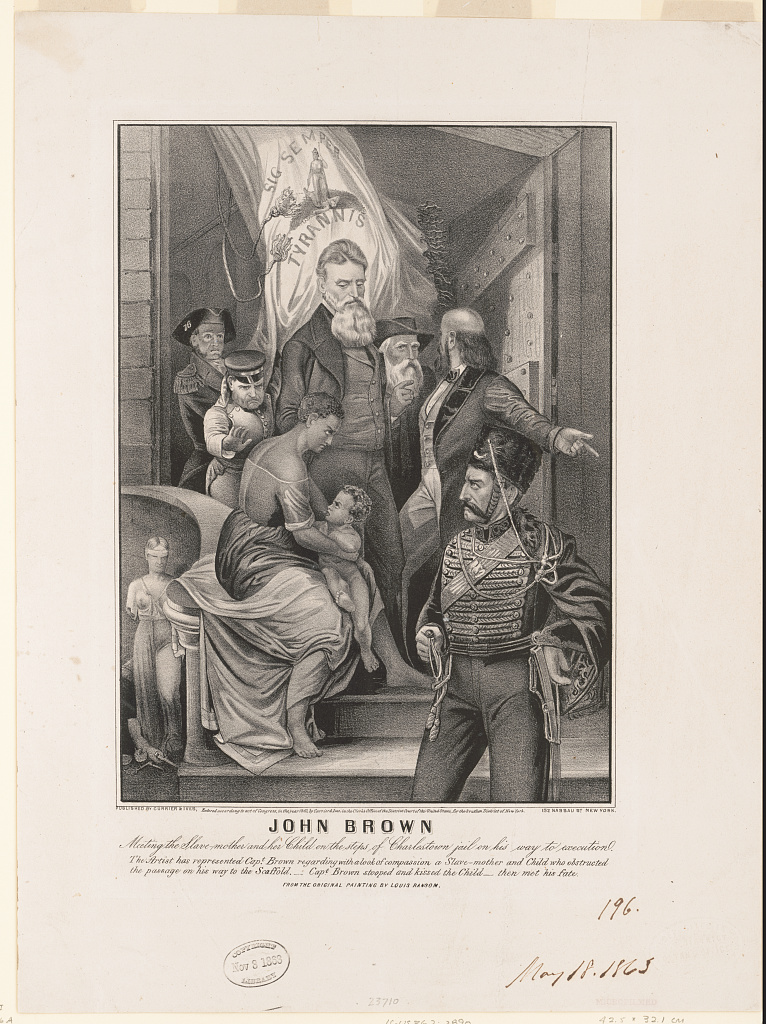
Un cas rare d'un bébé mulâtre représenté à côté de la mère du bébé. John Brown, sur le point d'être pendu, embrasse le bébé. Louis Ransom, 1863, reproduit sous forme d'estampe Currier and Ives.

Le terme enfant de la plantation est un euphémisme utilisé à l'époque de l'esclavage aux États-Unis, pour désigner un enfant né d'une esclave noire et d'un homme blanc, généralement le propriétaire de l'esclave, l'un des parents du propriétaire ou le surveillant de la plantation. Le viol des femmes esclaves était courant dans les plantations. 

## Statuts
Ces enfants sont nés en esclavage, à travers une doctrine légale connue sous le nom de partus sequitur ventrem. Ils étaient classés comme mulâtres, ancien terme désignant une personne multiraciale. La règle de l'unique goutte de sang signifiait qu'ils ne pouvaient jamais faire partie de la société blanche. Certains des pères traitaient bien ces enfants, leur offrant parfois des opportunités d'éducation ou de carrière, ou les émancipant (libérant). D'autres traitaient leurs enfants multiraciaux comme des biens ; Alexander Scott Withers, par exemple, a vendu deux de ses enfants à des marchands d'esclaves, qui les ont ensuite revendus.

## Œuvres sur le sujet
Slaves in the Family (1998) d'Edward Ball, écrit par un descendant blanc de propriétaires d'esclaves, décrit cet héritage complexe. Toni Morrison a écrit que cet usage sexuel des esclaves était connu sous le nom de droit du seigneur, ce terme étant originaire de la féodalité de l'Europe médiévale.

## Fréquence du phénomène
Une étude publiée dans The American Journal of Human Genetics a estimé en 1998 que près de 20% de la contribution génétique des Afro-Américains provient d'Europe, ce qui est beaucoup plus élevé que la contribution européenne des Jamaïcains ou des Haïtiens.